# Poecilimon similis
Poecilimon similis är en insektsart som beskrevs av Retowski 1889. Poecilimon similis ingår i släktet Poecilimon och familjen vårtbitare.

## Underarter
Arten delas in i följande underarter:
- P. s. richteri
- P. s. similis